# Schnaitsee
Schnaitsee é um município da Alemanha, situado no distrito de Traunstein, no estado da Baviera. Tem 61,15 km² de área, e sua população em 2019 foi estimada em 3.648 habitantes.